# Pfarrhaus (Schönau an der Brend)

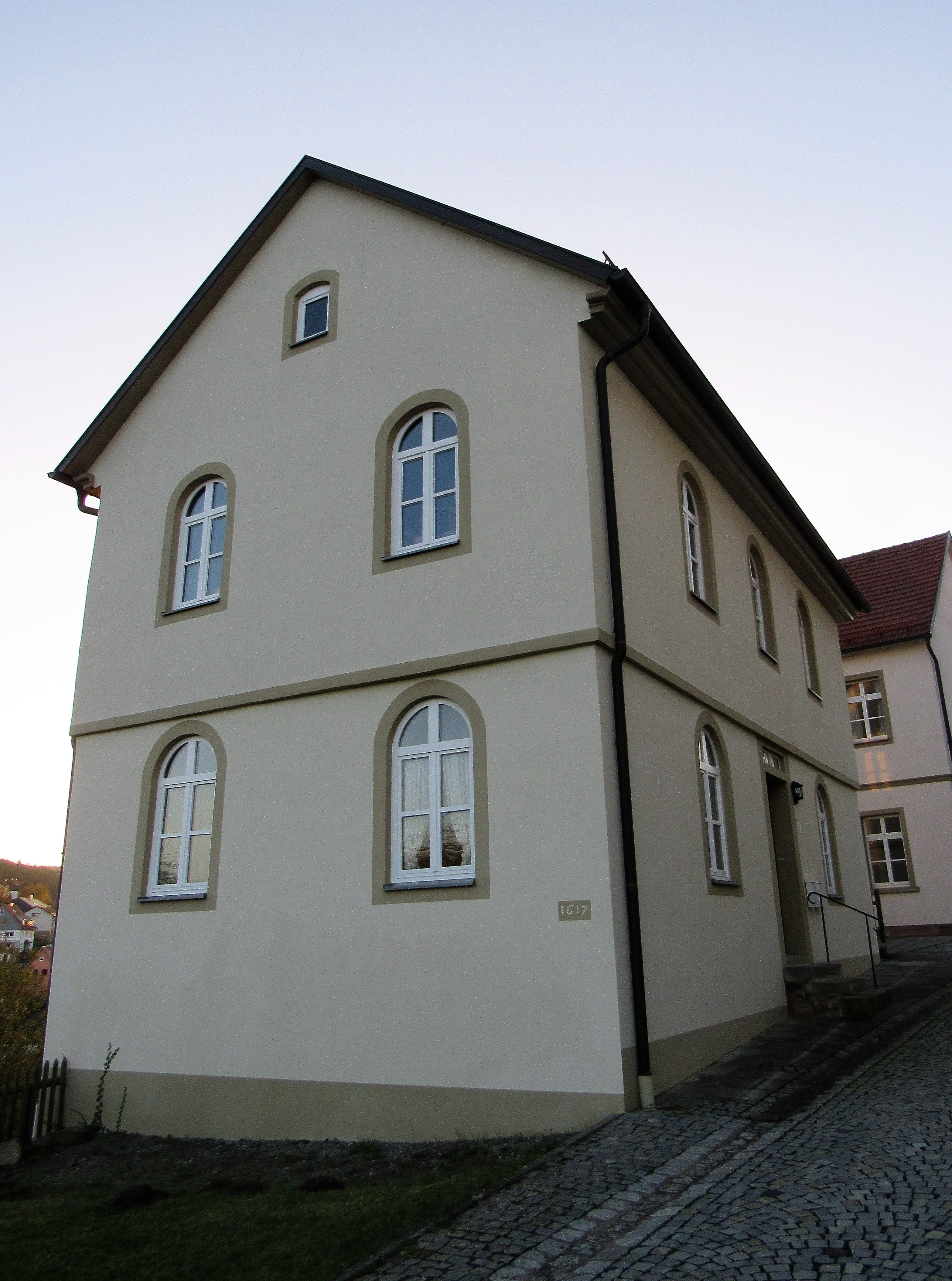
Das „Pfarrhaus“ in Schönau, eigentlich Mesnerhaus

Das Pfarrhaus in Schönau an der Brend, einer Gemeinde im unterfränkischen Landkreis Rhön-Grabfeld, wurde im Jahr 1617 errichtet und im 19. Jahrhundert umgebaut. Warum das Haus den Namen „Pfarrhaus“ erhielt, ist nicht ganz geklärt. Eigentlich ist es das Mesnerhaus, denn Schönau hatte nie in seiner Geschichte einen eigenen Pfarrer. Das Haus mit der Adresse Am Kirchberg 5 ist ein geschütztes Baudenkmal.
Das Gebäude ist zweigeschossig mit Satteldach. Es hat zwei (Giebelseite) zu drei (Traufseite) Fensterachsen. Die Fenster sind rundbogig.
An der südlichen Wand befindet sich ein Erker. Die Jahreszahl 1617 ist an der östlichen Wand angebracht.